# ادیرالو
ادیرالو (به انگلیسی: Adiralu) یک روستا در هند است که در کارناتاکا واقع شده‌است.